# Julius Tröger (Chemiker)

Die beiden Enantiomere der Trögerschen Base: (5S,11S)-Form (oben) und (5R,11R)-Form (unten).

Julius Tröger (* 10. Oktober 1862 in Leipzig; † 29. Juli 1942 in Braunschweig) war ein deutscher Chemiker und Professor.

## Leben und Wirken
Tröger wurde in Leipzig geboren und studierte an der Universität Leipzig zwischen 1882 und 1888. Er stellte eine Verbindung durch die Reaktion von p-Toluidin und Formaldehyd her, die den systematischen Namen (±)-2,8-Dimethyl-6H,12H-5,11-methanodibenzo[b,f][1,5]diazocin trägt, aber besser unter dem Namen Trögersche Base bekannt ist.
Tröger konnte die Struktur nicht aufklären und bekam deshalb 1887 vom Leiter des Departments Johannes Wislicenus nur die Note 3 für seine Doktorarbeit. Es dauerte noch weitere 48 Jahre, bevor die Struktur aufgeklärt werden konnte.
Die Struktur der Trögerschen Base beinhaltet zwei konformatorisch gehinderte Stickstoffatome, die die normalerweise auftretende Waldensche Umkehr (Inversion) nicht mehr erlauben und so dazu führen, dass in diesem Fall die Stickstoffatome die chiralen Zentren des Moleküls sind. Die Trennung der Enantiomere durch Chromatographie an einer chiralen stationäre Phase erfolgte 1944 durch Vladimir Prelog. Das dort angewendete Verfahren setzte sich als Trennungsverfahren für Enantiomere durch.
1888 wechselte er an die Universität Braunschweig, wo er bis zu seiner Emeritierung 1928 blieb. Tröger starb 1942 in Braunschweig.